# Cancon
Cancon ist eine Gemeinde mit 1.366 Einwohnern (Stand: 1. Januar 2022) in Frankreich im Département Lot-et-Garonne in der Region Nouvelle-Aquitaine. Sie gehört zum Arrondissement Villeneuve-sur-Lot und zum Kanton Le Haut Agenais Périgord. Die Einwohner werden Canconnais genannt.

## Geografie
Cancon liegt etwa 16 Kilometer nordnordwestlich von Villeneuve-sur-Lot. Umgeben wird Cancon von den Nachbargemeinden Lougratte im Norden, Saint-Eutrope-de-Born im Nordosten, Boudy-de-Beauregard im Osten, Beaugas im Süden, Moulinet im Westen sowie Saint-Maurice-de-Lestapel im Nordwesten.
Durch die Gemeinde führt die Route nationale 21.

## Bevölkerungsentwicklung
| 1962                       | 1968 | 1975 | 1982 | 1990 | 1999 | 2006 | 2018 |
| -------------------------- | ---- | ---- | ---- | ---- | ---- | ---- | ---- |
| 1227                       | 1305 | 1281 | 1334 | 1324 | 1287 | 1283 | 1332 |
| Quellen: Cassini und INSEE |      |      |      |      |      |      |      |

## Sehenswürdigkeiten
- Kirche Saint-Martial, 1905 errichtet, nachdem festgestellt wurde, dass sich die alte Kirche Saint-Martial auf nicht mehr stabilen Untergrund befand
- Kirche Notre-Dame in Milhac, gotischer Kirchbau aus dem 15./16. Jahrhundert, Monument historique
- Hospiz

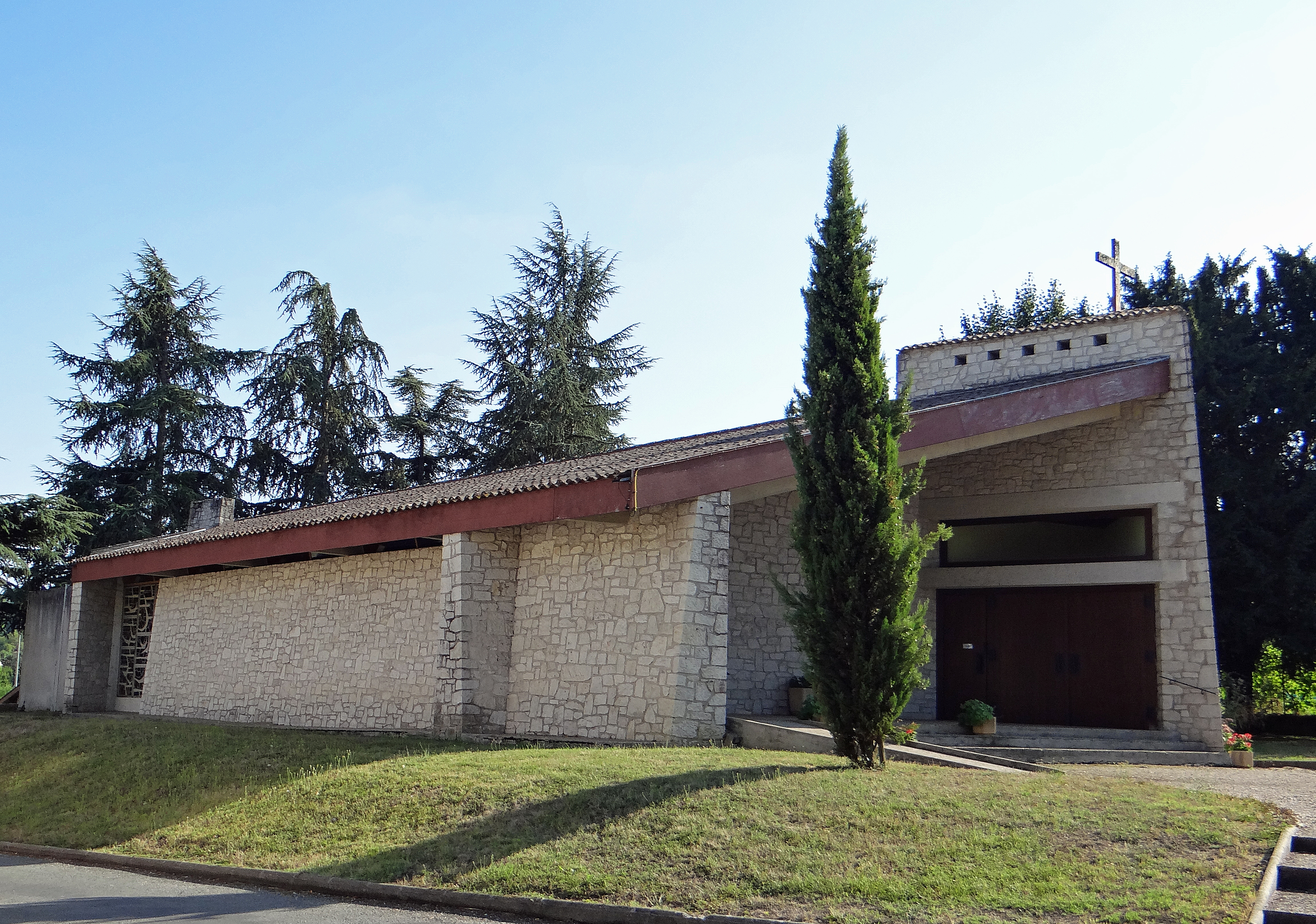
Kirche Saint-Martial
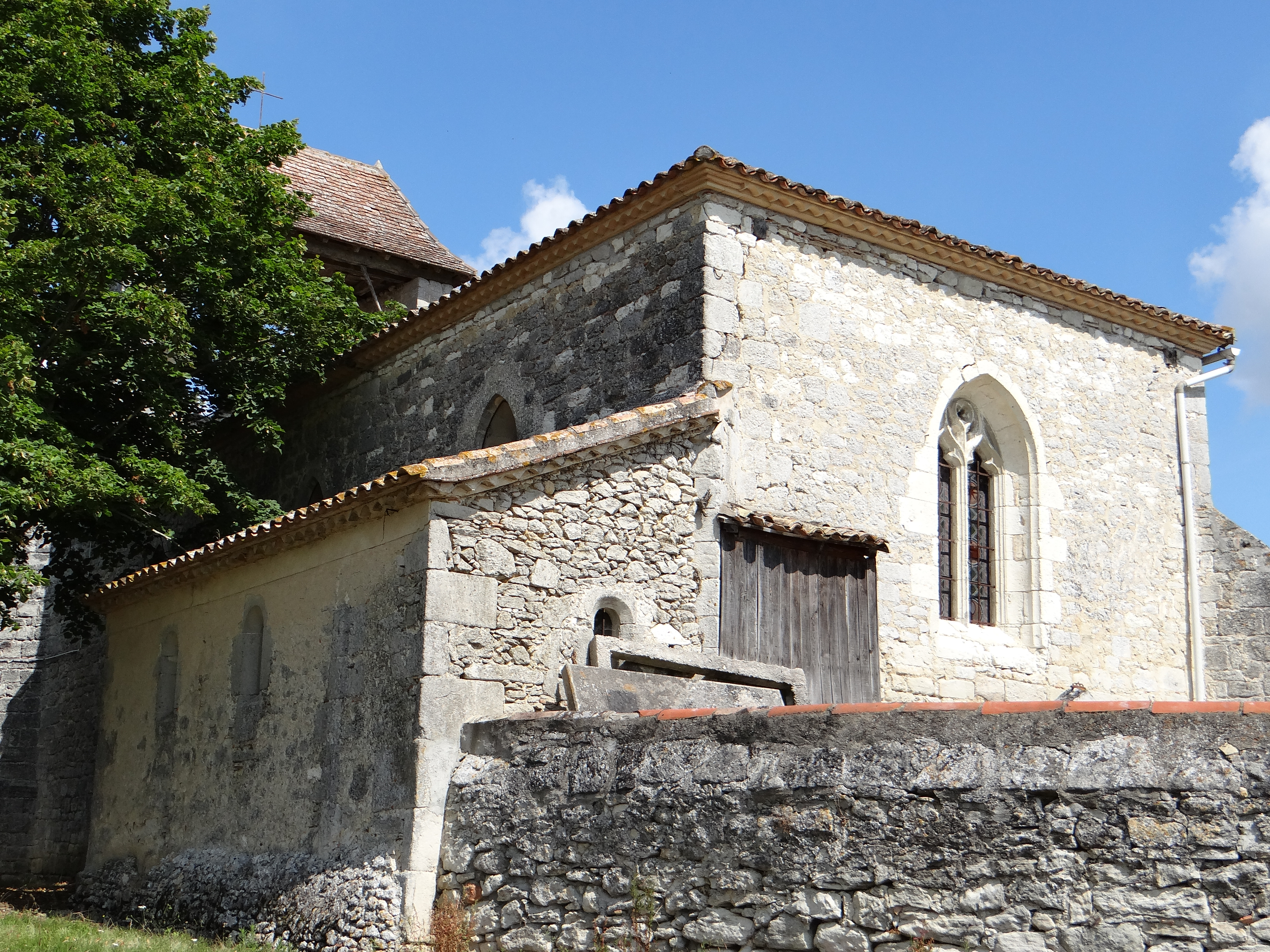
Kirche Notre-Dame
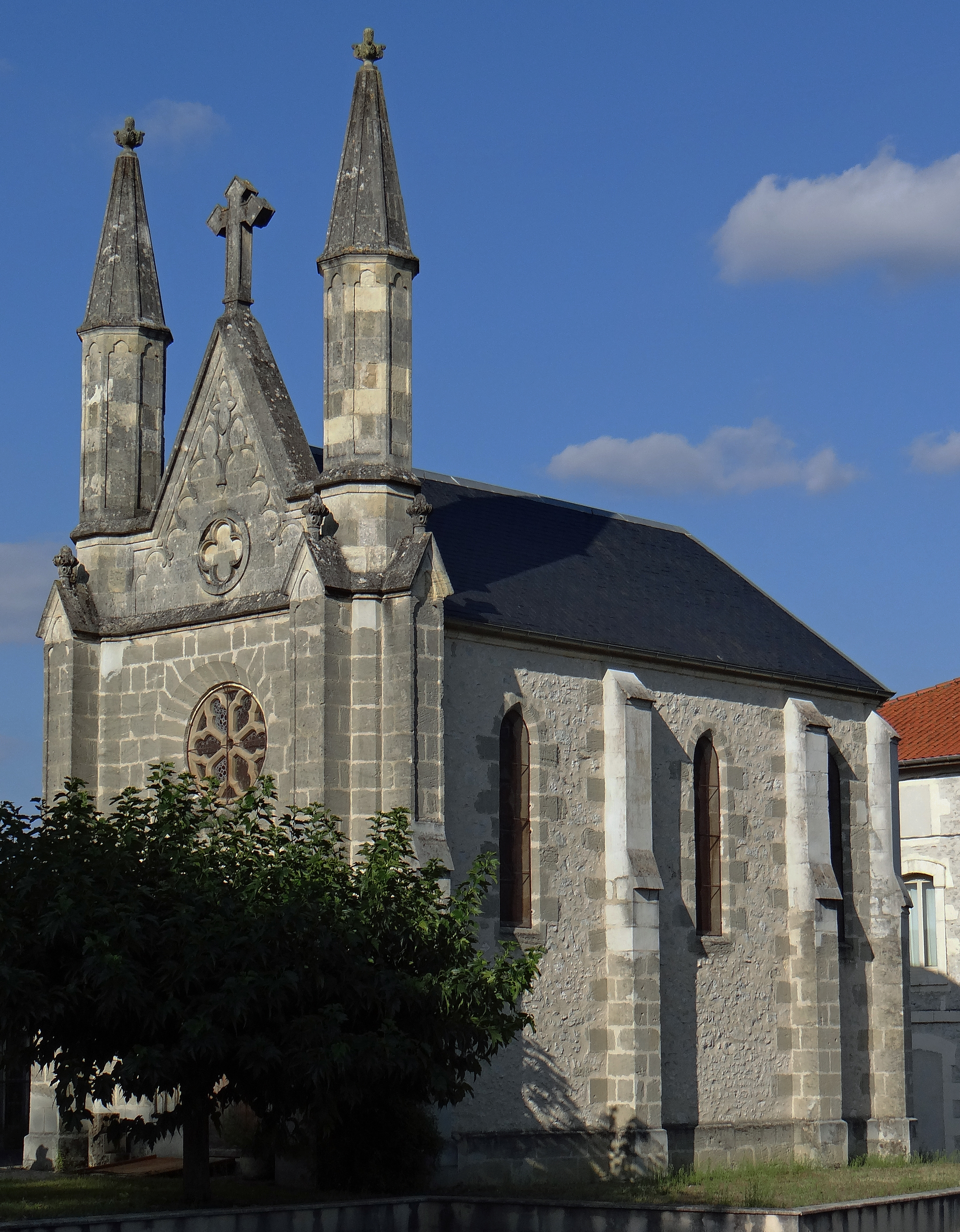
Kapelle des Hospizes

## Persönlichkeiten
- Fernand Pouillon (1912–1986), Architekt